# Gent de Polop
Gent de Polop (GdP) és un partit polític valencià d'àmbit local en la localitat de Polop, a la Marina Baixa.
Va ser fundat pel seu actual cap, José Berenguer, l'1 d'abril de l'any 2003 (segons la seva Acta Fundacional). Des de la seva fundació, s'ha presentat a tots els comicis que han tingut lloc a Polop a nivell local.
Es va presentar per primera vegada a unes eleccions en les eleccions municipals de 2003. Va aconseguir 223 vots i 2 regidors en la Corporació Municipal (José Berenguer i Maria José Fuster). El Partit Popular va aconseguir la majoria absoluta (6 regidors) i el PSPV-PSOE va obtenir 3.
Va repetir candidatura en les Eleccions Municipals de 2007. En aquests comicis va obtenir 427 vots i 3 regidors (un més que en 2003) en la Corporació Municipal (José Berenguer, Mª José Fuster i José Oscar Ripoll). El Partit Popular va obtenir 6 regidors (els mateixos que en 2003) i el PSPV-PSOE 2 regidors (un menys que en 2003).